# Amish

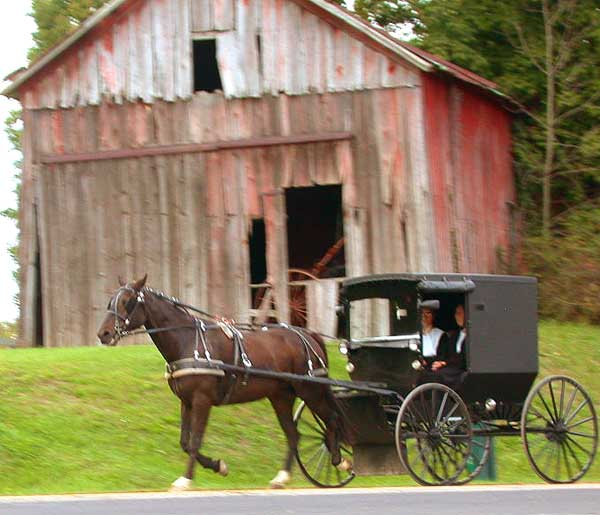
Parella amish en un cotxe tirat per cavalls a la zona rural del comtat de Holmes, a Ohio, lloc d'una de les concentracions més grans d'amish als Estats Units.

Els amish són un grup religiós cristià d'origen anabaptista, notables per les seves restriccions pel que fa a l'ús d'algunes tecnologies modernes, com ara els automòbils o l'electricitat. Són més de 380.000 persones, principalment en 22 assentaments en els Estats Units d'Amèrica i a Ontario, Canadà.
Els amish són un grup cultural i ètnic fortament unit, descendent d'immigrants predominantment suïssos de llengua alemanya. Creuen literalment en el Nou Testament, i s'isolen del món exterior, defensen el pacifisme i la vida simple i frugal. Es vesteixen com en el segle xvii o xviii. La majoria parla a casa en un dialecte alt alemany particular (deitsch o "alemany de Pennsilvània"), encara que els autodenominats "amish suïssos" parlen un dialecte de la llengua alemanya que ells anomenen "suís" (Swiss). Són només un dels molts grups d'"holandesos de Pennsilvània", generalment d'origen alemany (la paraula Dutch, "holandés", és una forma arcaica de Deutsch, "alemany"). Els Beachy Amish, més "progressistes", especialment aquells nascuts després de la dècada del 1960, tendeixen a parlar predominantment en anglès a casa.

## Història
Com els mennonites, els amish són descendents dels anabaptistes suïssos (1525), denominats els "Germans Suïssos" (Swiss Brethren), van tindre el seu origen en Felix Manz i Conrad Grebel. El nom "mennonita" va ser aplicat posteriorment i va provindre de Menno Simons (1496-1561), un líder anabaptista del nord. Simons era un sacerdot catòlic holandès, que es va convertir a l'anabaptisme en 1536 i va ser batejat per Obbe Philips després de renunciar a la seva fe i ofici catòlics. Va ser un líder en les comunitats anabaptistes dels Països Baixos, i la seva influència va arribar gradualment fins a Suïssa.
El moviment amish pren el seu nom de Jacob Amman (1656-1730), un mennonita suís. Amman sentia que els mennonites s'estaven desviant de les ensenyances de Simons i de la Confessió de Fe de Dordrecht de 1632. Gran part de la laxitud estava a l'entorn del rebuig de membres exclosos, anomenada també la prohibició (o Meidung en alemany de Pennsilvània). No obstant això, els mennonites suïssos mai van practicar un rebuig estricte com el d'altres anabaptistes. La prohibició significava que els creients havien de cessar qualsevol contacte amb persones que hagueren estat excloses de la societat mennonita. Amman va insistir en aquesta pràctica, fins al punt de prohibir que un cònjuge dormira o menjara amb la persona exclosa fins que es penedira de la seva conducta.
Amb aquest estricte literalisme va sobrevindre una divisió dels mennonites suïssos, que ara estaven distribuïts a través d'Alsàcia a causa de condicions poc propícies de Suïssa. Aquesta divisió va passar en 1693, i va conduir a l'establiment dels amish. Com els amish són una escissió dels mennonites, alguns els consideren un grup mennonita conservador. De fet, alguns amish no estarien en desacord amb aquest títol. Alguns amish van començar a emigrar cap als Estats Units en el segle xviii i molts s'establirien a Lancaster County (Pennsilvània). De fet, els primers emigrants van ser en realitat a Berks County, però es van traslladar posteriorment per motius de seguretat relacionats amb les guerres amb França i els natius originals de la zona, així com per motius territorials. Altres grups es van establir o es van disseminar per Illinois, Indiana, Wisconsin, Iowa, Michigan, Minnesota, Mississipi, Missouri, Nebraska, Nova York, Ohio i fins i tot Canadà.

## Divisió amish
La majoria de les comunitats amish que es van establir a Amèrica del Nord no van mantindre la seua identitat. De fet, la major part de les comunitats primerenques van perdre eventualment la seua identitat amish i van adquirir gradualment una identitat mennonita. La divisió més important, que resultaria en la pèrdua de la identitat amish, va ocórrer durant la dècada del 1860. Durant eixos anys, va haver-hi conferències al Comtat de Wayne (Ohio) sobre la manera que els amish havien d'enfrontar-se a les pressions de la societat moderna.
Els amish van acabar per fragmentar-se en diverses faccions, en part com a resultat d'estes conferències. Les faccions que van triar d'acceptar canvis majors, finalment veurien les seues esglésies i comunitats esdevenir mennonites.

## Estil de vida

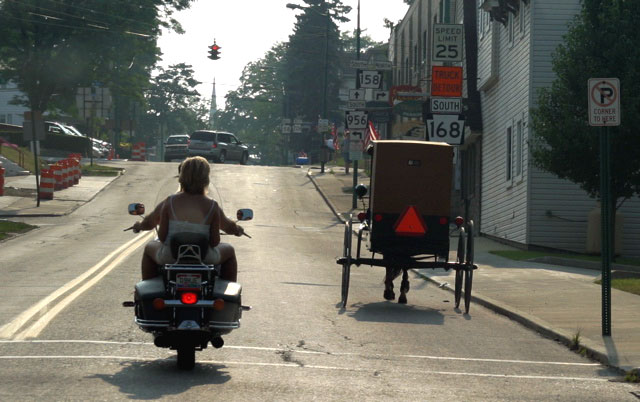
Contrast entre transport modern i amish (Pennsilvània, Estats Units)

L'estil de vida amish és dictat per l'Ordnung de la comunitat. Els ordnung diferixen de comunitat a comunitat, i dins d'una comunitat de districte a districte. El que és acceptable en una comunitat pot no ser-ho en una altra. Cap resum de l'"estil de vida" amish pot ser totalment precís, ja que hi ha poques generalitats que siguen certes per a tots els amish.
Molts amish, especialment de la vella guàrdia, són coneguts per evitar la tecnologia moderna. Evitar objectes com ara els automòbils o l'electricitat és una decisió en gran manera malentesa. Els amish no consideren que tota la tecnologia siga malvada. De fet, poden reclamar l'acceptació de certes tecnologies dins de l'estil de vida amish. En algunes comunitats, els líders eclesiàstics es reuneixen per a analitzar l'admissió de certs elements. En altres, açò es fa cada vegada que és necessari. Pel fet que els amish, com altres mennonites, no tenen una estructura governamental centralitzada, com l'Església Catòlica o la Comunió Anglicana, diverses comunitats sovint tenen idees diferents quant a quins elements tecnològics són acceptables i quins no.
L'electricitat, per exemple, és vista com una connexió amb el "món", els "anglesos" o "yankees" (el món exterior). La utilització de l'electricitat podria també portar a l'ús d'electrodomèstics que complicarien la tradició amish de vida senzilla. Tanmateix, en certs grups amish pot usar-se l'electricitat en situacions molt específiques. En alguns grups, per exemple, aquesta ha de ser produïda sense accedir a les línies elèctriques exteriors. Les bateries de dotze volts són acceptables per a aquests grups. Els generadors elèctrics només poden utilitzar-se per a soldar, recarregar bateries i alimentar munyidores. El raonament després del sistema de dotze volts és que limita el que l'individu pot fer amb l'electricitat i serveix com a mesura preventiva contra abusos potencials. La majoria de les fonts de potència de dotze volts no generen prou corrent per a alimentar, el que és vist com a mundà, dispositius com ara televisors, bombetes i eixugacabells.
La major part de les famílies amish parlen una llengua coneguda com a alemany de Pennsilvània (deitsch) a la llar. El terme comunament emprat en anglès d’holandès de Pennsilvània ("Pennsylvania Dutch") ve de la similitud entre l'anglès "dutch", "holandès", i l'alemany de Pennsilvània "deitsch", "alemany".
El codi de vestimenta per a alguns grups inclou la prohibició dels botons, permetent que només ganxos i traus mantinguin les robes tancades. Altres grups permeten que els seus membres cusen botons en les seues vestidures. En alguns grups, algunes peces de roba poden tenir botons, i altres no (la raó per a la restricció en l'ús de botons és la seua anterior associació amb la milícia). Els amish són notables per la qualitat dels seus edredons i per l'eficiència de la seua agricultura. Alguns amish han adoptat amb entusiasme els productes modificats genèticament per la seva alta eficiència.

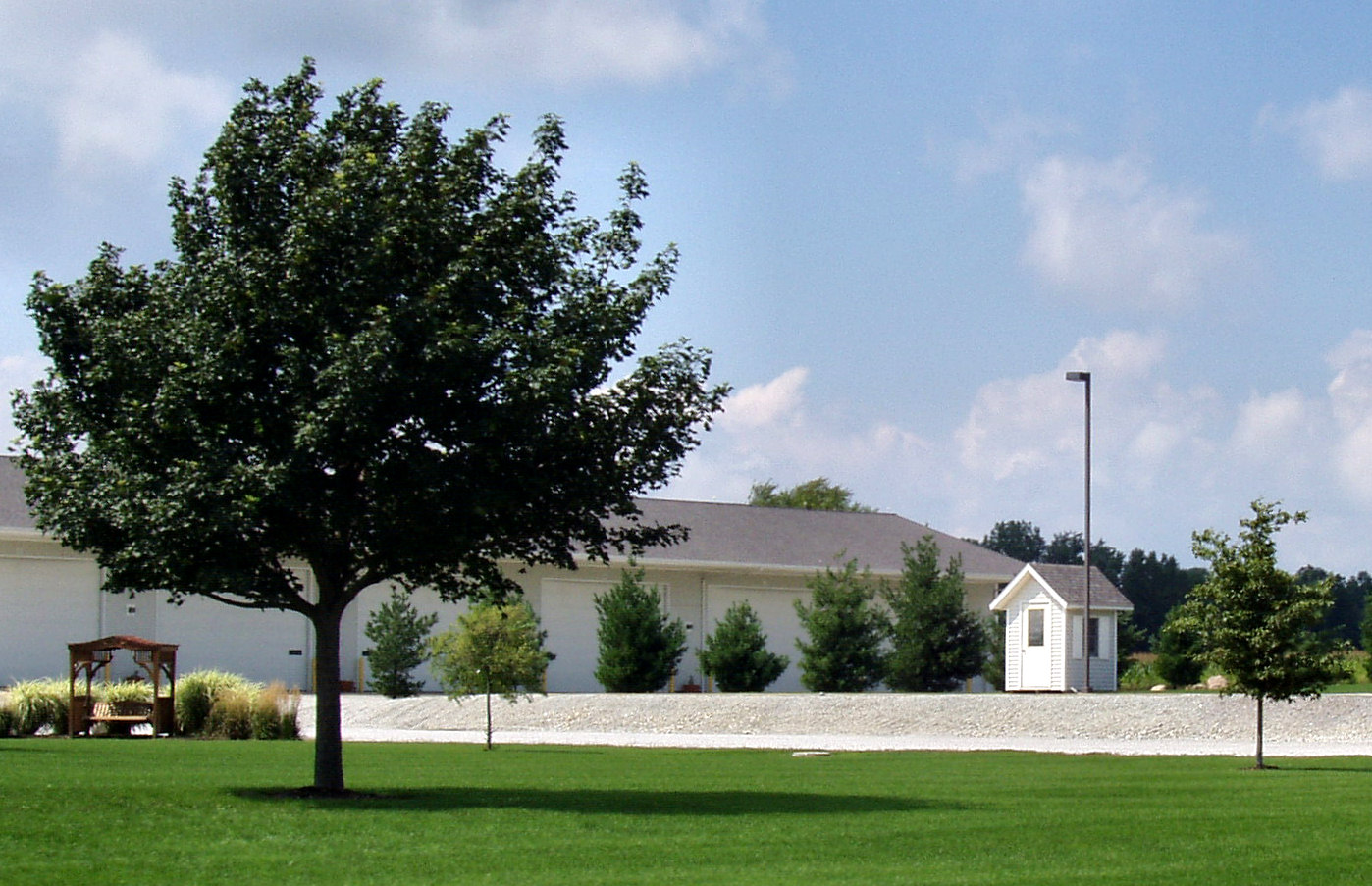
Cabina telefònica instal·lada per un granger "anglès" al Comtat de Marshall (Indiana) per a l'ús en casos d'emergència per part de les famílies amish locals

Típicament, un home amish estarà sempre ben afaitat mentre romangui fadrí. En casar-se deixarà que la seua barba creixi. En algunes comunitats, no obstant això, un home deixarà que la seua barba cresca després de ser batejat. Els bigotis generalment estan prohibits per ser vistos com a símbols de la milícia. Açò és degut a la persecució política i religiosa que van patir en Europa durant els segles xvi i xvii. La noblesa i els membres de la classe alta, que servien sovint com a oficials militars, es deixaven bigots però no barbes.
Els amish i altres anabaptistes no creuen que un nadó puga ser batejat en sentit complet -la qual cosa es reflecteix en el mateix nom "anabaptista", que significa "rebatejador", ja que els anabaptistes només bategen adults. S'espera que els xiquets amish seguisquen la voluntat dels seus pares en tots els aspectes, però quan es fan més grans poden triar quina és la mena de vida que volen. De fet, en algunes comunitats, els pares permeten que els seus fills provin la forma de vida "anglesa" del món exterior durant uns quants anys, de manera que puguin decidir si volen ser batejats i unir-se a la comunitat per a tota la vida. Alguns trien de no fer-ho i viure la resta de la seua vida dins de la societat "normal". Algunes comunitats rebutjaran activament aquells que decideixin de deixar l'església, fins i tot aquells que se'n vagen a una altra congregació amish d'ideologia divergent. Emperò altres rarament practiquen cap mena de rebuig, mantenint un contacte familiar i social pròxim amb aquells que deixen l'església.
Les comunitats amish poden ser lleugerament o dràsticament diferents les unes de les altres. Estes diferències poden fer-se visibles entre districte i districte o àdhuc dins d'una mateixa comunitat. En descriure detalls sobre el codi de vestimenta, estil de vida, etcètera, un escriptor curós especificarà el nom de la comunitat a què es refereix la descripció. Les diferències van des del fons, com ara l'acceptació d'automòbils sense cromar en grups coneguts com els "amish del para-xocs negre" (els Beachy Amish), els quals són considerats àmpliament com no-amish per altres grups, fins al que es podria considerar com a trivialitats, com ara el desacord entre grups que mantenen posicions diferents sobre la forma dels tirants o sobre quants plecs ha de tindre un barret. Els grups amb modes semblants es consideren "en comunió" entre ells, i es consideren els uns als altres com a membres de la mateixa església cristiana. Els membres d'estos grups poden visitar-se i casar-se entre ells, essent esta una consideració important per a evitar problemes relacionats amb l'endogàmia.
La totalitat dels amish senten la pressió del món modern. Les lleis sobre el treball de menors, per exemple, estan amenaçant seriosament les seves formes de vida. Als xiquets amish se'ls ensenya a treballar de valent des d'una edat primerenca per als estàndards del segle xxi. Els pares amish supervisen els seus fills en les noves tasques per a assegurar-se que aprenguin a fer-les de manera segura i eficaç. Les lleis modernes sobre el treball de menors entren en conflicte amb l'autoritat dels pares amish per a decidir si els seus fills són competents o no per a les tasques arriscades.
Com molts mennonites, molts amish rebutgen les assegurances (incloent-hi les mèdiques), confiant únicament en el suport de la seva església i la seva comunitat. Un exemple d'eix suport és la reparació de graners, per a la qual es reuneix tota la comunitat per a reconstruir en un sol dia els graners danyats pel foc o per algun desastre natural.
Ja que quasi tots els amish que existeixen en l'actualitat descendeixen dels mateixos pocs centenars de fundadors del segle xviii, aquests han sigut objecte freqüent de malalties genètiques hereditàries. Algunes d'aquestes malalties són prou rares, en alguns casos úniques, i unes poques d'aquestes molt serioses. Els trastorns afecten els xiquets i han portat a una proporció més alta de mortalitat entre ells. La majoria dels amish accepten això com "Gottes Wille" (voluntat de Déu) rebutjant qualsevol tipus d'exàmens genètics previs al matrimoni per a prevenir aquestes malalties, i negant-se que es practiquen exàmens genètics en el fetus. No obstant això, a vegades es troba diversitat genètica entre les comunitats, en cas que la relació entre elles hagi sigut prou distant. Així, els trastorns genètics presents en una comunitat poden ser absents de l'altra. Per exemple, encara que dins dels amish del Comtat de Lancaster hi ha només unes poques famílies fundadores, aquestes són ben distants de les famílies fundadores de la comunitat amish del Comtat de Perth, al Canadà.
Molts pares estan usant la tecnologia moderna per a cuidar els seus fills. L'àmplia majoria va rebre permisos especials dels seus líders religiosos per a utilitzar certs aparells elèctrics, però en alguns casos va ser impossible d'obtindre l'autorització adés esmentada, la qual cosa ha portat alguns pares a abandonar l'estil de vida tradicional, essent conseqüentment "expulsats" per la seva comunitat.
Encara que els amish sí que paguen impostos, estan exempts de la Seguretat Social dels Estats Units, segons el projecte de llei relatiu a Medicare promulgat en 1965. Com a part del seu rebuig de les assegurances, els amish no accepten ajuda del govern, ni en salut ni en alimentació. Així, malgrat que els amish no paguen Seguretat Social, tampoc no la utilitzen. A més a més, els amish paguen impostos escolars per a escoles que no fan servir, i per molts altres serveis als quals no recorren.
El rumspringa és un episodi de l'adolescència amish -una comunitat del moviment dels cristians anabaptistes- que comença al voltant dels setze anys i acaba quan la persona adolescent decideix rebre el baptisme dins l'església amish o escull abandonar la comunitat. La immensa majoria opta pel baptisme i roman dins l'església.

## Estatus
Els amish resideixen en unes 22 comunitats tancades al voltant dels Estats Units així com a Ontario (Canadà). Les majors concentracions d'amish als Estats Units estan en el Comtat de Holmes (Ohio) i el Comtat de Lancaster (Pennsilvània). Per quantitat en cada estat, la població amish més gran està a Ohio, i la segona més gran a Pennsilvània. Hi ha uns 228.000 amish als Estats Units, i altres 1.500 al Canadà. Alguns amish del grup Beachy Amish han emigrat a l'Amèrica Central en un intent de fugir de les influències de la societat moderna, fundant un establiment important a prop de San Ignacio, a Belize.
Els grups amish més estrictes són els denominats Nebraska amish, troyer amish i els grups swartzendruber amish. La llengua usada en totes les llars amish tradicionals i en moltes llars Beachy Amish és l'alemany de Pennsilvània (o "Pennsylvania Dutch"). L'anglès s'utilitza amb el món exterior.
Els amish que abandonen els seus vells costums romanen sovint a prop de la seva comunitat, i en general, hi ha nivells de progressió escalonada d'amish estrictes a grups més progressistes (generalment mennonites).

## Per a més informació
- Die Botschaft (Lancaster, PA 17608-0807; 717-392-1321). Newspaper for Old Order Amish and Old Order Mennonites; only Amish may place advertisements.
- The Budget Arxivat 2010-04-13 a Wayback Machine. (P.O. Box 249, Sugarcreek, OH 44681; 330-852-4634). Weekly newspaper by and for Amish.
- The Diary (P.O. Box 98, Gordonville, PA 17529). Monthly newsmagazine by and for Old Order Amish.
- Beachy, Leroy. Unser Leit ... The Story of the Amish. Millersburg, OH: Goodly Heritage Books, 2011. 996 pp. ISBN 0-9832397-0-3
- DeWalt, Mark W. Amish Education in the United States and Canada. Rowman and Littlefield Education, 2006. 224 pp.
- Garret, Ottie A and Ruth Irene Garret. True Stories of the X-Amish: Banned, Excommunicated and Shunned, Horse Cave, KY: Neu Leben, 1998.
- Garret, Ruth Irene. Crossing Over: One Woman's Escape from Amish Life, Thomas More, 1998.
- Gehman Richard. "Plainest of Pennsylvania's Plain People Amish Folk" National Geographic August 1965, pp. 226–253 (30 pictures).
- Good, Merle and Phyllis. 20 Most Asked Questions about the Amish and Mennonites. Intercourse, PA: Good Books, 1979.
- Hostetler, John A. ed. Amish Roots: A Treasury of History, Wisdom, and Lore. Baltimore: Johns Hopkins University Press, 1989. 319 pp.
- Igou, Brad. The Amish in Their Own Words: Amish Writings from 25 Years of Family Life, Scottdale, PA: Herald Press, 1999. 400 pp.
- Johnson-Weiner, Karen M. Train Up a Child: Old Order Amish and Mennonite Schools. Baltimore: Johns Hopkins University Press, 2006. 304 pp.
- Keim, Albert. Compulsory Education and the Amish: The Right Not to be Modern. Beacon Press, 1976. 211 pp.
- Kraybill, Donald B. The Amish of Lancaster County. Mechanicsburg, PA: Stackpole Books, 2008.
- Kraybill, Donald B. ed. The Amish and the State. Foreword by Martin E. Marty. 2nd ed.: Baltimore: Johns Hopkins University Press, 2003. 351 pp.
- Kraybill, Donald B. Renegade Amish: Beard Cutting, Hate Crimes, and the Trial of the Bergholz Barbers. Baltimore: Johns Hopkins University Press, 2014. 224 pp.
- Kraybill, Donald B. and Carl D. Bowman. On the Backroad to Heaven: Old Order Hutterites, Mennonites, Amish, and Brethren. Baltimore, Johns Hopkins University Press, 2002. 330pp.
- Kraybill, Donald B. and Steven M. Nolt. Amish Enterprise: From Plows to Profits. 2nd ed. Baltimore: Johns Hopkins University Press, 2004. 286 pp.
- Kraybill, Donald B., Steven M. Nolt and David L. Weaver-Zercher. Amish Grace: How Forgiveness Transcended Tragedy. New York: Jossey-Bass, 2006. 256 pp.
- Kraybill, Donald B., Steven M. Nolt and David L. Weaver-Zercher. The Amish Way: Patient Faith in a Perilous World. New York: Jossey-Bass, 2010. 288 pp.
- Kraybill, Donald B., Karen M. Johnson-Weiner, and Steven M. Nolt. The Amish. Baltimore: Johns Hopkins University Press, 2013. 520 pp.
- Luthy, David. Amish Settlements That Failed, 1840–1960. LaGrange, IN: Pathway Publishers, 1991. 555pp.
- Nolt, Steven M. A History of the Amish. Rev. and updated ed.: Intercourse, Pa.: Good Books, 2003. 379 pp.
- Nolt, Steven M. and Thomas J. Myers. Plain Diversity: Amish Cultures and Identities. Baltimore: Johns Hopkins University Press, 2007. 256 pp.
- Schachtman, Tom. Rumspringa: To be or not to be Amish. New York: North Point Press, 2006. 286 pp.
- Schlabach, Theron F. Peace, Faith, Nation: Mennonites and Amish in Nineteenth-Century America. Scottdale, PA: Herald Press, 1988. 415 pp.
- Schmidt, Kimberly D., Diane Zimmerman Umble, and Steven D. Reschly, eds. Strangers at Home: Amish and Mennonite Women in History. Baltimore: Johns Hopkins University Press, 2002. 416 pp.
- Scott, Stephen. The Amish Wedding and Other Special Occasions of the Old Order Communities. Intercourse, PA: Good Books, 1988. 128pp.
- Stevick, Richard A. Growing Up Amish: the Teenage Years. Baltimore: Johns Hopkins University Press, 2007. 320 pp.
- Umble, Diane Zimmerman. Holding the Line: the Telephone in Old Order Mennonite and Amish Life. Johns Hopkins University Press, 2000. 192 pp.
- Umble, Diane Zimmerman and David L. Weaver-Zercher, eds. The Amish and the Media. Johns Hopkins University Press, 2008. 288 pp.
- Weaver-Zercher, David L. The Amish in the American Imagination. Baltimore: Johns Hopkins University Press, 2001. 280 pp.
- Yoder, Harvey. The Happening: Nickel Mines School Tragedy. Berlin, OH: TGS International, 2007. 173 pp.

### Música
- Umble, John «The Old Order Amish, Their Hymns and Hymn Tunes». The Journal of American Folklore, 52, 203, 1939, pàg. 82–95. DOI: 10.2307/536013. JSTOR: 536013.
- Jackson, G. P. «The Strange Music of the Old Order Amish». The Musical Quarterly, 3, 1945, pàg. 275–288. DOI: 10.1093/mq/XXXI.3.275.
- Thompson, Chad L. «Yodeling of the Indiana Swiss Amish». Anthropological Linguistics, 38, 3, 1996, pàg. 495–520. JSTOR: 30028600.

### Turisme
- Buck, Roy C. «Boundary maintenance revisited: tourist experience in an Old Order Amish community». Rural Sociology, 43, 2, 1978, pàg. 221–34. ISSN: 0036-0112.
- Fagance, Michael. «Tourism as a Protective Barrier for Old Order Amish and Mennonite Communities». A: Hosts & Guests Revisited: Tourism Issues of the 21st Century.  Putnam Valley, NY: Cognizant Communication Corporation, 2001, p. 201–9. ISBN 1-882345-29-0.
- Chhabra, D. «How They See Us: Perceived Effects of Tourist Gaze on the Old Order Amish». Journal of Travel Research, 49, 2009, pàg. 93–36. DOI: 10.1177/0047287509336475.
- Buck, R. C. «The ubiquitous tourist brochure explorations in its intended and unintended use». Annals of Tourism Research, 4, 4, 1977, pàg. 195–207. DOI: 10.1016/0160-7383(77)90038-X.
- Besculides, A.; Lee, M. E.; McCormick, P. J. «Residents' perceptions of the cultural benefits of tourism». Annals of Tourism Research, 29, 2, 2002, pàg. 303. DOI: 10.1016/S0160-7383(01)00066-4.
- Pearce, P. L.; Moscardo, G. M. «The Concept of Authenticity in Tourist Experiences». Journal of Sociology, 22, 1986, pàg. 121. DOI: 10.1177/144078338602200107.
- Boynton, L. L. «The effect of tourism on Amish quilting design». Annals of Tourism Research, 13, 3, 1986, pàg. 451–465. DOI: 10.1016/0160-7383(86)90030-7.
- Olshan, Marc A. «The Opening of Amish Society: Cottage Industry as Trojan Horse». Human Organization, 50, 4, 1991, pàg. 378–84. Arxivat de l'original el 2013-06-29 [Consulta: 29 març 2016].Arxivat 2013-06-29 at Archive.is